# Stellan
Stellan  è un nome proprio di persona svedese maschile.

## Origine e diffusione
L'etimologia e il significato sono ignoti. Potrebbe avere un'origine tedesca oppure essere legato al termine norreno stilling, "calmo", nel qual caso avrebbe lo stesso significato dei nomi Galeno, Placido e Quieto.

## Onomastico
Il nome è adespota, non essendo portato da alcun santo, quindi l'onomastico ricade il 1º novembre, giorno di Ognissanti.

## Persone

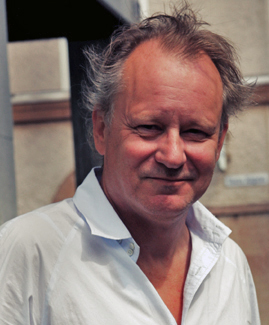
Stellan Skarsgård

- Stellan Bengtsson, tennistavolista svedese
- Stellan Nilsson, calciatore svedese
- Stellan Rye, regista danese naturalizzato tedesco
- Stellan Skarsgård, attore svedese